# Eurya calotricha
Eurya calotricha är en tvåhjärtbladig växtart som beskrevs av W.R. Barker. Eurya calotricha ingår i släktet Eurya och familjen Pentaphylacaceae. Inga underarter finns listade i Catalogue of Life.